# 江名町
江名町（えなまち）は福島県南東部、石城郡に属していた町。現在のいわき市南部（小名浜地区）、小名浜港の東方にあたる。本項では町制前の名称である磐前郡・石城郡江名村（えなむら）についても述べる。
なお現在、旧町域に属する大字のうち、下神白、上神白は小名浜を冠する。江名、中之作、永崎はいわき市の土地区画整理事業に伴う住所変更がなされていない地域としては珍しく冠称がない。

## 地理
- 河川：神白川
- 岬：合磯岬

## 歴史
- 1889年（明治22年）4月1日 - 町村制の施行により、江名村、中之作村、永崎村、下神白村、上神白村が合併して磐前郡江名村が発足。
- 1896年（明治29年）4月1日 - 所属郡が石城郡に変更。
- 1923年（大正12年）3月1日 - 江名村が町制施行して江名町となる。
- 1954年（昭和29年）3月31日 - 小名浜町・泉町・渡辺村と合併して磐城市が発足。同日江名町廃止。
- 1966年（昭和41年）10月1日 - 磐城市が平市・常磐市・内郷市・勿来市、石城郡小川町・遠野町・四倉町・川前村・田人村・好間村・三和村、双葉郡久之浜町・大久村と合併していわき市が発足。

## 交通

### 鉄道路線
- 江名鉄道
  - 江名鉄道線
    - 水産高校前停留所 - 永崎駅 - 馬落前停留所 - 中之作停留所 - 江名駅

### 港湾
- 中之作港
- 江名港